# Isabell Werth
Isabell Werth (Rheinberg, 21 luglio 1969) è una cavallerizza tedesca.

## Biografia
È stata quattro volte consecutive (dal 1991 al 1997), campionessa europea di dressage a livello individuale. Vanta 7 partecipazioni ai Giochi olimpici e 14 medaglie conquistate nell'equitazione.

## Palmarès
- Giochi olimpici

Barcellona 1992:  dressage a squadre,  dressage a individuale.
Atlanta 1996:  dressage individuale,  dressage a squadre.
Sydney 2000:  dressage a squadre,  dressage individuale.
Pechino 2008:  dressage a squadre,  dressage individuale.
Rio de Janeiro 2016:  dressage a squadre,  dressage individuale.
Tokyo 2020 : dressage a squadre,  dressage individuale
- Mondiali

L'Aia 1994:  dressage individuale,  dressage a squadre.
Roma 1998:  dressage individuale,  dressage a squadre.
Aquisgrana 2006:  dressage individuale,  dressage a squadre,  dressage freestyle.
Kentucky 2010:  dressage a squadre.
Normandia 2014:  dressage a squadre.
- Europei

Donaueschingen 1991:  dressage individuale.
Lipica 1993:  dressage individuale.
Mondorf 1995:  dressage individuale.
Verden 1997:  dressage individuale.
Arnhem 1999:  dressage a squadre.
Verden 2001:  dressage a squadre.
Hickstead 2003:  dressage a squadre.
La Mandria 2007:  dressage individuale,  dressage freestyle,  dressage a squadre.
Rotterdam 2011:  dressage a squadre.
Herning 2013:  dressage a squadre.
Aquisgrana 2015:  dressage a squadre.